# Université du Nord-Est
L'université du Nord-Est (chinois simplifié : 东北大学 ; chinois traditionnel : 東北大學 ; pinyin : Dōngběi Dàxué) est une université de sciences et de technologie située à Shenyang, dans la province du Liaoning, dans le nord-est de la Chine. 

## Historique
Fondée en 1923, l'université du Nord-Est est l'une des 30 premières universités chinoises, dépendant du Ministère de l'Enseignement Supérieur. Elle est aussi une université du Projet 211 et du Projet 985.